# 크림 독립선언

새로 독립한 크림 공화국의 국기.

크림 독립 선언(우크라이나어: Декларація незалежності Автономної Республіки Крим та міста Севастополь)은 2014년 3월 11일 크림 자치 공화국과 세바스토폴시가 우크라이나로부터 독립하여 크림 공화국으로 통일한다고 선언한 것이다. 3월 11일 크림 자치 공화국과 세바스토폴 시 의회에서 압도적인 찬성으로 가결되었다.